# Hero (1983)
Hero ist ein Action-Film des Regisseurs Subhash Ghai aus Indien mit Jackie Shroff und Meenakshi Sheshadri in den Hauptrollen.

## Handlung
Pascha, ein furchteinflößender Gangsterboss wird gefasst und ins Gefängnis gebracht. Um aus der Situation herauszukommen, „ruft“ er nach seinem Trauzeugen und besten Mann, Jackie. Der bedroht den Generalinspekteur Shrikanth Mathur, damit er Pascha wieder frei lässt. Da dies natürlich nicht funktioniert entführt Jackie Shrikanths Tochter Radha auf Anweisung von Pascha. Jackie behauptet, dass er Polizist sei und schon bald verlieben sie sich. Als Radha herausfindet, dass er ein Hochstapler ist, verlässt sie ihn nicht, sondern drängt ihn dazu aufzugeben. Aus Liebe zu Radha stellt sich Jackie der Polizei und muss für zwei Jahre ins Gefängnis.
Radha gesteht ihre Liebe zu Jackie ihrem Bruder Daamodar, damit er ihr hilf, nicht mit jemand anderem verheiratet zu werden, wie es normalerweise in Indien üblich ist. Sein Freund Jimmy soll ihn dabei unterstützen, was jedoch beinahe schiefgeht, da sich auch Jimmy in Radha verliebt. Als Jackie entlassen wird, arbeitet er in einer Garage und versucht solide zu leben. Dennoch wird er von Shrikanth weiterhin als Bandit betrachtet und kommt als Ehemann für seine Tochter nicht in Frage. Jackie ist verzweifelt und beginnt zu trinken.
Nach vielen Tagen und Ereignissen, die folgen, findet Daamodar heraus, dass Jimmy auch ein krimineller Drogenschmuggler ist, was Shrikanth nachdenklich macht. Unmittelbar nachdem Pascha aus dem Gefängnis entlassen wird, rächt er sich an Jackie, den er zusammenschlagen lässt. Anschließend  entführt er Radha, Shrikanth und Daamodar und versteckt sie im Dschungel nahe am Meer. Jackie kommt im letzten Moment und befreit sie alle, kann aber Pascha nicht töten. Das übernimmt Shrikanth, der Pascha erschießt als dieser Radha ins Meer stößt, das sich unmittelbar vor dem Haus befindet. Jackie springt ohne zu zögern in die Fluten und rettet Radha vor dem Ertrinken. Shrikanth ist Jackie so dankbar, dass er ihm gestattet Radha zu heiraten. Er umarmt ihn sogar wie einen Sohn.

## Musik
| Titel                            | Sänger/in                      |
| -------------------------------- | ------------------------------ |
| Ding Dong                        | Anuradha Paudwal, Manhar Udhas |
| Mahobbat Ye Mahobbat             | Suresh Wadkar, Lata Mangeshkar |
| Lambi Judaai                     | Reshma                         |
| Nindya Se Jaagi Bahaar           | Lata Mangeshkar                |
| Pyar Karne Wale Kabhi Darte Nahi | Lata Mangeshkar, Manhar Udhas  |
| Tu Mera Hero Hai                 | Anuradha Paudwal, Manhar Udhas |

## Kritik
bollywoodproduct.com wertete: „Hero (1983) ist ein romantischer Bollywood-Film, der von Subhash Ghai produziert, inszeniert und mitgeschrieben wurde. Es war der 2. Film von Jackie Shroff nach Swami Dada (1982) und er gewinnt durch diesen Film an Popularität.“